# Lakitelek

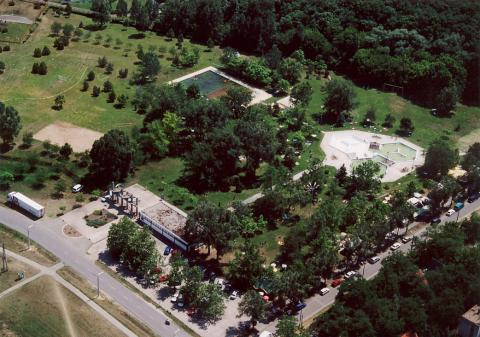
Vista aérea del bosque primitivo de Lakitelek

Lakitelek es un gran pueblo en el condado de Bács-Kiskun, en la región de la Gran Llanura del Sur en la parte meridional de Hungría.

## Geografía
Tiene una superficie de 54,66 kilómetros cuadrados y una población de 4862 habitantes en 2024. Está a 120 km de Budapest, a 27 km de Kecskemét, y a sólo 3 km del río Tisza. Es fácilmente accesible desde varias direcciones, ya sea por la carretera principal M44 o por ferrocarril en las líneas secundarias MÁV 146 Kecskemét – Kunszentmárton y 145 Szolnok – Kiskunfélegyháza. Las dos líneas ferroviarias se cruzan en Lakitelek.

## Historia
El área actual se estableció entre 1949 y 1950 mediante la fusión de las estepas que pertenecían a Kecskemét. Los asentamientos periféricos incluían Felsőalpár, Kisalpár, Oncsa, Árpádszállás, Szikra y Kapásfalu. La ciudad posee un extenso pasado histórico, dado que su ubicación geográfica atrajo a colonos mucho antes de la historia escrita. Los primeros descubrimientos arqueológicos datan de la Edad del Cobre, de la cultura Bodrogkeresztúr, con evidencia que sugiere que el humano ha habitado esta región desde el tercer milenio a. C.